# Cine Aquiles Nazoa
El Cine Aquiles Nazoa (también conocido como Teatro Aquiles Nazoa) es una instalación multipropósito localizada en el oeste de la ciudad de Caracas, en la planta baja del Edificio Urdaneta de la parroquia San Juan del Municipio Libertador en el Distrito Metropolitano de Caracas y al norte del país sudamericano de Venezuela. Es usado como centro cultural, cine y sala de teatro.

## Historia
Anteriormente llamado Cine Urdaneta fue inaugurado en 1951 inicialmente con películas mexicanas y estadounidenses, pero que se hizo conocido y polémico en el pasado por ser usado para exhibir películas de adultos desde la década de los 60 del siglo XX hasta su cierre. En 2013 las autoridades del gobierno del Distrito Capital lo recuperaron, reinauguraron y modificaron su uso (películas venezolanas, latinoamericanas y mundiales, teatro alternativamente), con el nombre de Aquiles Nazoa, un escritor y humorista venezolano nativo de la parroquia, quien falleció en 1976. En el acto de reinauguración los familiares del poeta venezolano recibieron una condecoración post mortem. Las estaciones de metro El Silencio y Capitolio se encuentra muy cerca por lo que es fácil acceder al lugar utilizando el Metro de Caracas.